# Saint-Jean-sur-Couesnon
Saint-Jean-sur-Couesnon ist eine Ortschaft und eine Commune déléguée in der französischen Gemeinde Rives-du-Couesnon mit 1.279 Einwohnern (Stand 1. Januar 2022) in der Bretagne in Frankreich.  Auf der westlichen Seite wird Saint-Jean-sur-Couesnon von der Route nationale 84, vereinigt mit der Europastraße 3, durchquert. Das Siedlungsgebiet liegt durchschnittlich auf mehr als 60 Metern über Meereshöhe. Der Namenszusatz zeugt vom Fluss Couesnon, der im Norden die Grenze zu Saint-Marc-sur-Couesnon bildet.
Die Gemeinde Saint-Jean-sur-Couesnon wurde am 1. Januar 2019 mit Saint-Georges-de-Chesné, Saint-Marc-sur-Couesnon und Vendel zur Commune nouvelle Rives-du-Couesnon zusammengeschlossen. Sie gehörte dort zum Département Ille-et-Vilaine, zum Arrondissement Fougères-Vitré und zum Kanton Fougères-1. Die Nachbargemeinden waren im Norden Saint-Marc-sur-Couesnon, La Chapelle-Saint-Aubert (Berührungspunkt) und Vendel im Nordosten, Saint-Georges-de-Chesné im Osten, Saint-Aubin-du-Cormier im Süden und Mézières-sur-Couesnon im Westen.

## Sehenswürdigkeiten
Siehe auch: Liste der Monuments historiques in Rives-du-Couesnon
- Château de la Dobiais, Monument historique
- Kirche Saint-Jean-Baptiste
- Kriegerdenkmal

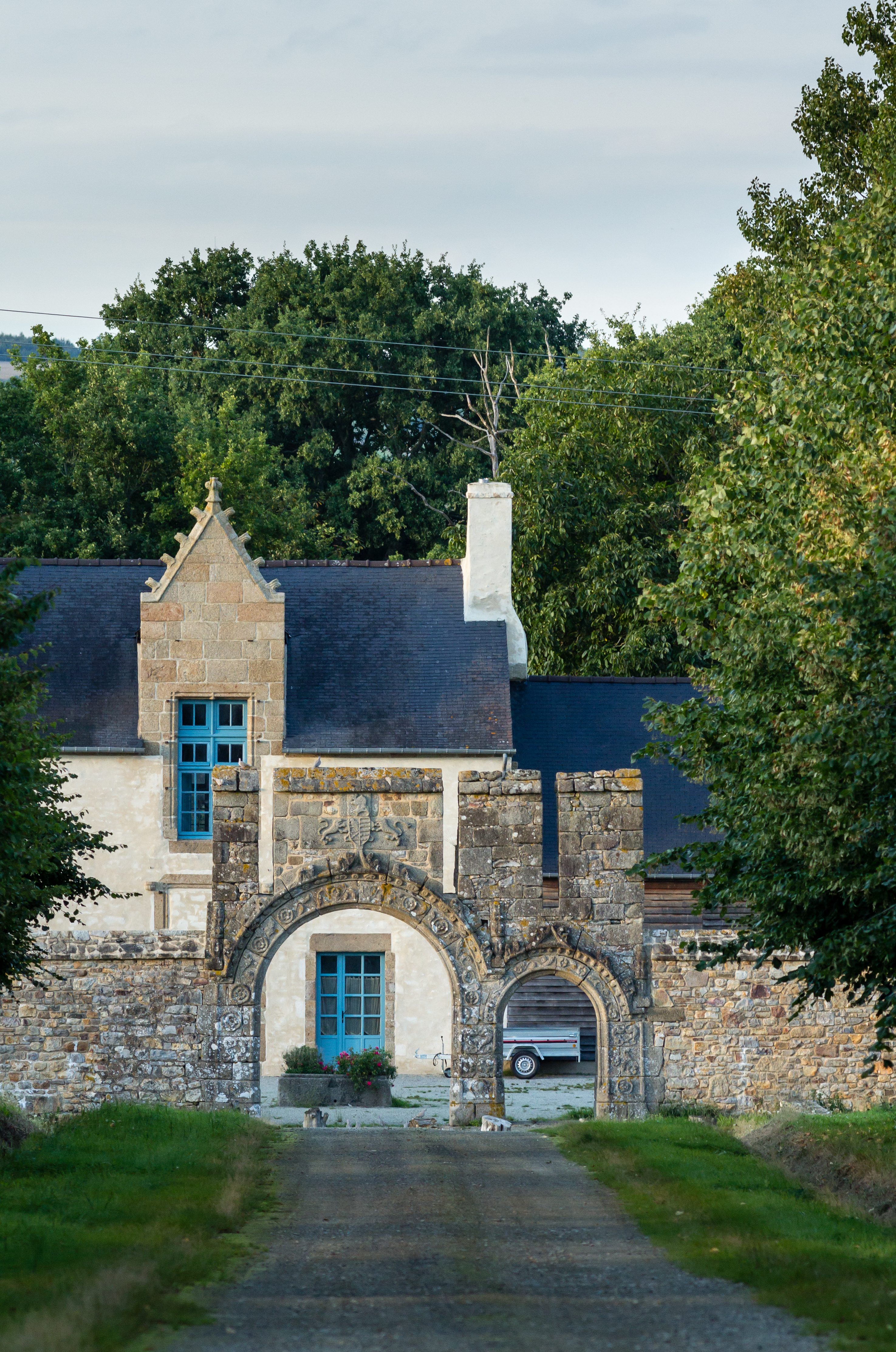
Château de la Dobiais
Kirche Saint-Jean-Baptiste

## Bevölkerungsentwicklung
| Jahr      | 1962 | 1968 | 1975 | 1982 | 1990 | 1999 | 2008  | 2013  |
| --------- | ---- | ---- | ---- | ---- | ---- | ---- | ----- | ----- |
| Einwohner | 895  | 826  | 745  | 729  | 729  | 863  | 1.042 | 1.122 |